# A'ja Wilson
A'ja Riyadh Wilson (Columbia, 8 augustus 1996) is een Amerikaans basketbalspeelster. Zij won met het Amerikaans basketbalteam de gouden medaille tijdens de Olympische Zomerspelen 2020 en de Olympische Zomerspelen 2024.
Wilson speelde voor het team van de Universiteit van South Carolina, voordat zij in 2018 haar WNBA-debuut maakte bij de Las Vegas Aces. In 2022 wist ze met haar club voor het eerst het kampioenschap te winnen. Het was tevens de eerste keer in de clubgeschiedenis van de Las Vegas Aces dat ze de titel wonnen. In 2022 tekende ze een nieuw tweejarig contract bij haar club. Buiten de WNBA seizoenen heeft ze in China gespeeld bij de Shaanxi Red Wolves.
Tijdens de Olympische Zomerspelen 2020 in Tokio won ze olympisch goud door  Japan te verslaan in de finale. In totaal speelde ze 6 wedstrijden tijdens de Spelen en wist alle wedstrijden te winnen. Ook won ze in 2018 en in 2022 met het nationale team het Wereldkampioenschap basketbal. 